# A Natural Disaster
A Natural Disaster sedmi je studijski album britanskog rock-sastava Anathema. Diskografska kuća Music for Nations objavila ga je 3. studenoga 2003. Prvi je album na kojem se pojavio basist Jamie Cavanagh, brat Vincenta i Daniela i izvorni basist sastava.

## Popis pjesama
Tekstovi i glazba: Daniel Cavanagh, osim gdje je navedeno drugačije. 
| 1.    | »Harmonium«                                 |                                                 | 5:28  |
| 2.    | »Balance«                                   | Daniel Cavanagh, Vincent Cavanagh, John Douglas | 3:59  |
| 3.    | »Closer«                                    |                                                 | 6:20  |
| 4.    | »Are You There?«                            |                                                 | 4:59  |
| 5.    | »Childhood Dreams« (instrumentalna skladba) |                                                 | 2:11  |
| 6.    | »Pulled Under at 2000 Metres a Second«      |                                                 | 5:23  |
| 7.    | »A Natural Disaster«                        |                                                 | 6:28  |
| 8.    | »Flying«                                    |                                                 | 5:57  |
| 9.    | »Electricity«                               |                                                 | 3:52  |
| 10.   | »Violence« (instrumentalna skladba)         |                                                 | 10:46 |
| 55:23 |                                             |                                                 |       |

## Zasluge
Anathema
- Vincent – vokal, ritam gitara, vocoder, umjetnički smjer (asistent)
- Danny – gitara, klavijature, vokal (na pjesmama "Are You There?" i "Electricity")
- Jamie – bas-gitara, programiranje
- Les – klavijature, programiranje, inženjer zvuka
- John – bubnjevi

Dodatni glazbenici
- Lee Douglas – vokal (na pjesmi "A Natural Disaster")
- Anna Livingstone – dodatni vokal (na pjesmi "Are You There?")

Ostalo osoblje
- Dan Turner – produkcija, inženjer zvuka
- Travis Smith – grafički dizajn
- Nick Griffiths – inženjer zvuka (asistent)